# Kenny Galarza
Kenny Omar Galarza Orocho (Juana Díaz, 16 ottobre 1985) è un pugile portoricano.
Ha un record di 10-0 (10 vittorie prima del limite). Come pugile dilettante ha rappresentato il Porto Rico in numerosi eventi internazionali; ha vinto 7 campionati nazionali, mentre all'estero ha ottenuto anche buoni successi, come 2 ori alle Olimpiadi jr., 1 argento ai Campionati Panamericani del 2005 e 1 bronzo ai giochi centro-americani e caraibici del 2006. Prima dei Giochi Panamericani del 2007 ha chiuso la sua carriera amatoriale, firmando per la Seminole Warriors Boxing. Ha debuttato vittoriosamente contro Jesse Francisco il 16 maggio 2007. Questa vittoria ha segnato l'inizio di una striscia di vittorie per KO consecutivi, arrivata attualmente a 11.